# Suchdol, Prostějov
Suchdol là một làng thuộc huyện Prostějov, vùng Olomoucký, Cộng hòa Séc.